# Sobór Lokalny Rosyjskiego Kościoła Prawosławnego (1917–1918)

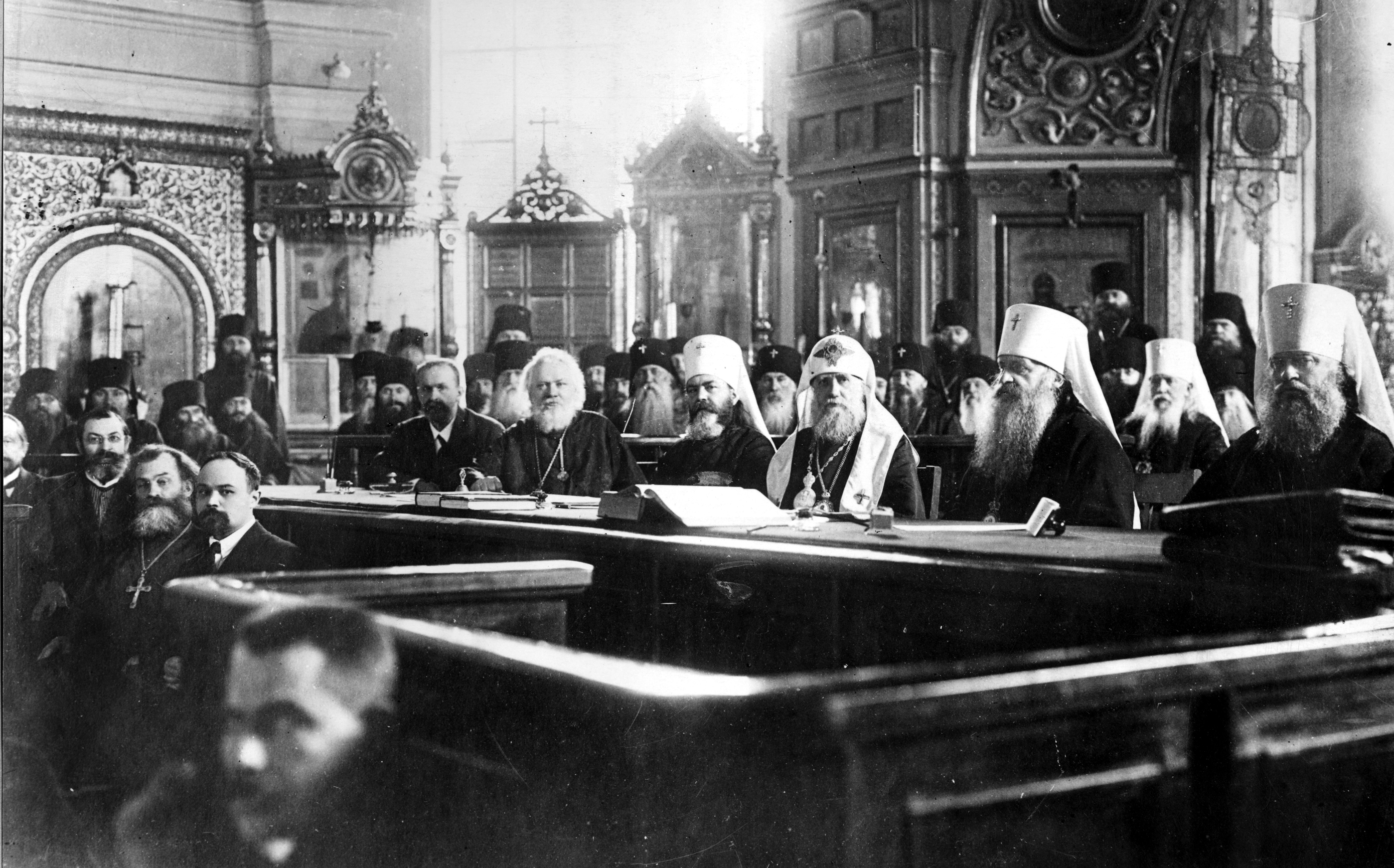
Sobór 1917–1918

Sobór Lokalny Rosyjskiego Kościoła Prawosławnego w latach 1917–1918 – pierwszy sobór Rosyjskiego Kościoła Prawosławnego od XVII wieku. Jego najważniejszą decyzją było przywrócenie patriarchatu moskiewskiego i zniesienie systemu synodalnego. Sobór wybrał również nowego patriarchę Moskwy i całej Rusi, którym został dotychczasowy metropolita wileński i litewski, a następnie moskiewski Tichon (Bieławin). Starania na rzecz zwołania soboru były czynione już od początku XX wieku. Car Mikołaj II konsekwentnie nie zgadzał się jednak na taki krok, toteż do rewolucji lutowej jego zwołanie było niemożliwe.

## Przygotowania do soboru

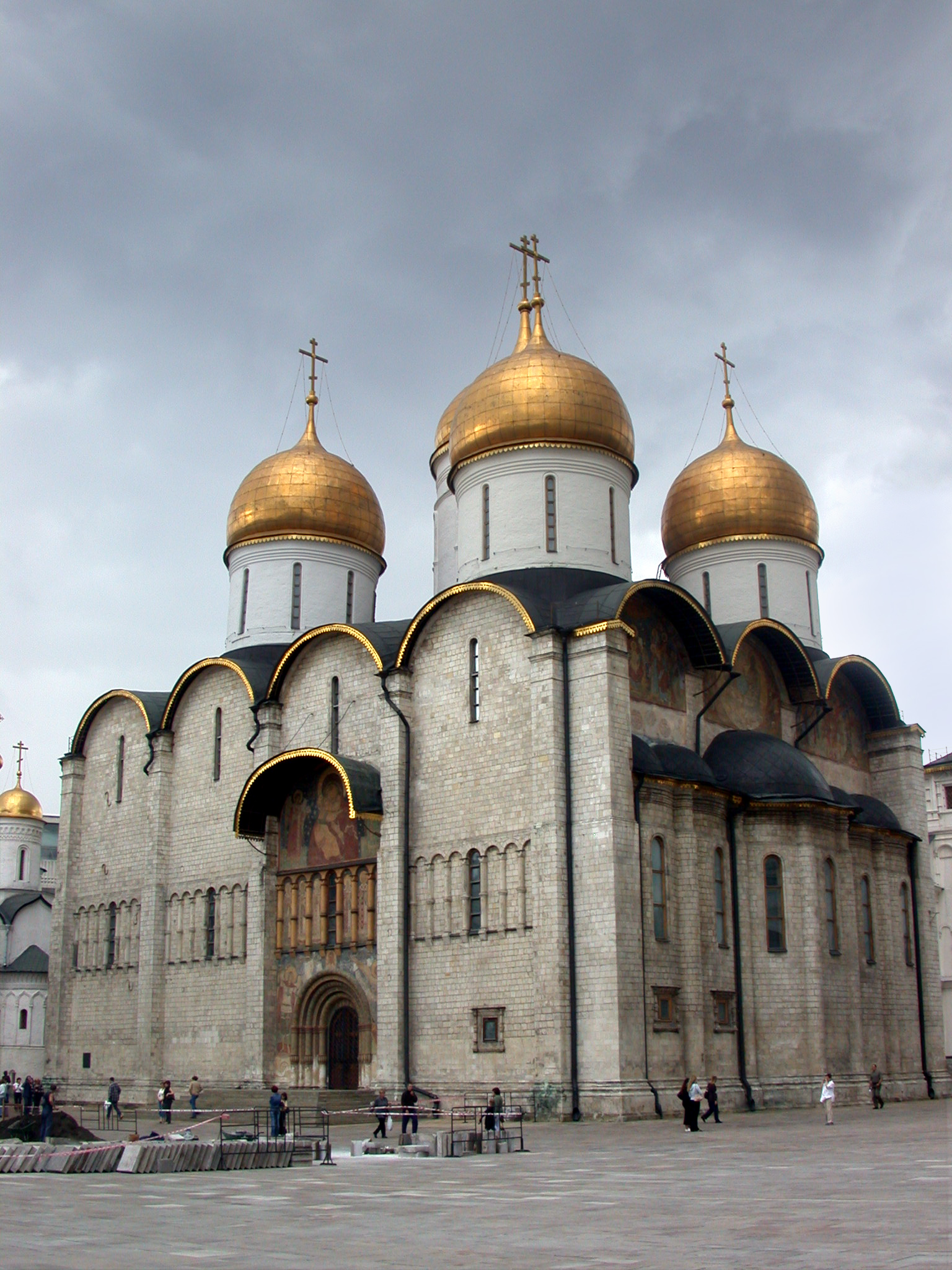
Otwarcie Soboru Lokalnego miało miejsce w Soborze Zaśnięcia Matki Bożej na Kremlu moskiewskim

Decyzję o zwołaniu soboru przyspieszyła nadzwyczajna aktywność białego duchowieństwa w okresie rewolucji lutowej oraz podjęta przez Rząd Tymczasowy decyzja o powołaniu Rady ds. Cerkwi Prawosławnej.
Rosyjski Rząd Tymczasowy wyraził zgodę na zwołanie soboru z udziałem delegatów hierarchii, monasterów, duchowieństwa eparchialnego i świeckich. Jego przygotowaniem od strony organizacyjnej miała zająć się Pierwsza Wszechrosyjska Konferencja Przygotowawcza Kleru i Laikatu, która rozpoczęła pracę 11 czerwca?/24 czerwca 1917 w Moskwie. Od początku wśród uczestników prac zaznaczyły się dwie koncepcje przyszłego funkcjonowania Kościoła. Pierwsza z nich, której głównym przedstawicielem był prof. Pokrowski, opowiadała się za całkowitym rozdziałem państwa i Kościoła, druga – jej zwolennicy skupiali się wokół Siergieja Bułgakowa – domagała się szczególnego traktowania Rosyjskiego Kościoła Prawosławnego w warunkach swobody wyznaniowej, ze względu na jego znaczącą rolę w historii Rosji. W czasie prac Konferencji wybuchł konflikt między Kościołem a rządem na tle organizacji szkół parafialnych, które Rząd Tymczasowy znacjonalizował wbrew protestom Kościoła. Bez problemów ustalono natomiast procedury wyboru delegatów na sobór, które zostały potwierdzone przez Świątobliwy Synod Rządzący 12 lipca?/25 lipca 1917.

## Prace soboru
Sobór został uroczyście otwarty w soborze Zaśnięcia Matki Bożej na Kremlu w Moskwie 15 sierpnia?/28 sierpnia 1917, z udziałem 563 wybranych delegatów duchowieństwa zakonnego i eparchialnego oraz świeckich. Wśród uczestników soboru wyraźny był podział na dwie grupy o odmiennych oczekiwaniach wobec nowego kształtu Kościoła. W swoich wspomnieniach z soboru metropolita Eulogiusz (Gieorgijewski) twierdził nawet, że cały sobór charakteryzowała wzajemna nieufność uczestników i brak jedności. Przedstawiciele eparchialnego duchowieństwa (zwłaszcza z miast) oraz świeccy teologowie domagali się poszerzenia kompetencji laikatu i białego duchowieństwa poprzez ograniczenie tradycyjnej wiodącej roli biskupów w Rosyjskiej Cerkwi. Większość hierarchów i mnisi uczestniczący w soborze reprezentowali stanowisko przeciwne. Kontrowersje budziła także, do tej pory przyjmowana powszechnie, konieczność odbudowy patriarchatu moskiewskiego, której w czasie soboru przeciwstawiono koncepcję Kościoła zarządzanego kolegialnie przez synod złożony z wybranych w głosowaniu biskupów, kapłanów i świeckich. Autorzy związani z Żywą Cerkwią twierdzili później, że przeciwnicy odnowy patriarchatu byli na początku soboru w zdecydowanej przewadze i o ich ostatecznej porażce zdecydowała jedynie nagła zmiana sytuacji politycznej wywołana przez rewolucję październikową. Zdaniem Dymitra Pospiełowskiego stanowiska tego nie potwierdzają zachowane dokumenty soboru. Również niektórzy przeciwnicy patriarchatu (np. prof. Titlinow) przyznawali, że grupa zwolenników zarządzanego jednoosobowo Kościoła zwyciężyła w toku dyskusji. Ostatecznym argumentem, który przekonał uczestników soboru do zachowania tradycyjnej formy zarządzania Kościołem, były wątpliwości co do przyszłych stosunków między rządem a Kościołem. Delegaci zgodzili się co do tego, że jednoosobowo zarządzana struktura będzie skuteczniejsza w razie sporów z władzami świeckimi. Siergiej Bułgakow wskazywał także na ryzyko powstania kościelnej biurokracji w razie oparcia się wyłącznie na ciałach kolegialnych. Pospiełowski ocenia ilość delegatów radykalnie przeciwnych patriarchatowi na nie więcej niż 11% wszystkich uczestników soboru.
Wszystkie zarządzenia soboru były dyskutowane początkowo w zgromadzeniu ogólnym, a następnie – po ustaleniu wstępnej treści uchwały – jedynie przez biskupów. W przypadku odrzucenia przez nich tekstu możliwe było przeprowadzenie nowej dyskusji na forum ogólnym, jednak w przypadku, gdy biskupi odrzucali również poprawioną wersję, rezygnowano z dalszego podejmowania danego zagadnienia. W toku prac soboru zauważalna była coraz wyższa absencja wybranych delegatów. Z łącznej liczby 563 wybranych przedstawicieli, 419 osób pojawiło się na sesjach 20 września?/3 października 1917. Tylko 304 osoby uczestniczyły w pierwszej sesji poświęconej wyborowi patriarchy w dniu 31 października?/13 listopada 1917. W czasie głosowań nad nowym zwierzchnikiem Kościoła liczba obecnych delegatów wzrosła do 364, by na początku 1918 spaść do ok. 200 osób. Maszkiewicz podkreśla, że obrady soboru odbywały się w napiętej atmosferze, wywołanej niepewnością o zmiany sytuacji politycznej. W swoich wspomnieniach uczestnik soboru, metropolita Eulogiusz (Gieorgijewski) wskazywał jako przyczynę absencji fakt, iż wielu delegatów opuściło zjazd, by zaangażować się w radykalne ruchy lewicowe.
24 sierpnia?/6 września 1917 sobór wystąpił do społeczeństwa rosyjskiego z apelem, w którym konstatował znalezienie się w szeregach armii rosyjskiej wielu osób, które zapomniały o wartościach religijnych i narodowych. Pisząc ogólnie o „wydarzeniach zachodzących w różnych miejscach naszej ojczyzny”, uczestnicy soboru twierdzili, że ich odrzucenie oznaczać będzie schyłek Rosji, upadek wartości ogólnoludzkich i triumf „zwierzęcych instynktów”. Podkreślali, że praca soboru ma za zadanie odnowę życia – nie tylko duchowego – w Rosji. Sześć dni później sobór, w obliczu zaostrzających się konfliktów w Rosji, opublikował kolejną rezolucję, w której wzywał do zaniechania walk i natychmiastowego pogodzenia się rywalizujących stron. Przedstawiciele Rosyjskiej Cerkwi twierdzili, że Kościół nie jest instytucją zaangażowaną politycznie i nie będzie wspierał żadnej ze stron. O pokój sobór apelował również 2 listopada?/15 listopada 1917, gdy jego uczestnicy byli świadkami walk o Kreml. W rezolucji uczestnicy soboru prosili „zwycięzców, kimkolwiek by byli”, by nie dopuszczali się przelewu krwi. Ponownie wzywali do poszanowania wartości chrześcijańskich, a także przypominali o stratach poniesionych przez Rosję w I wojnie światowej i prosili o niedopuszczenie do kolejnych.

### Wybór patriarchy

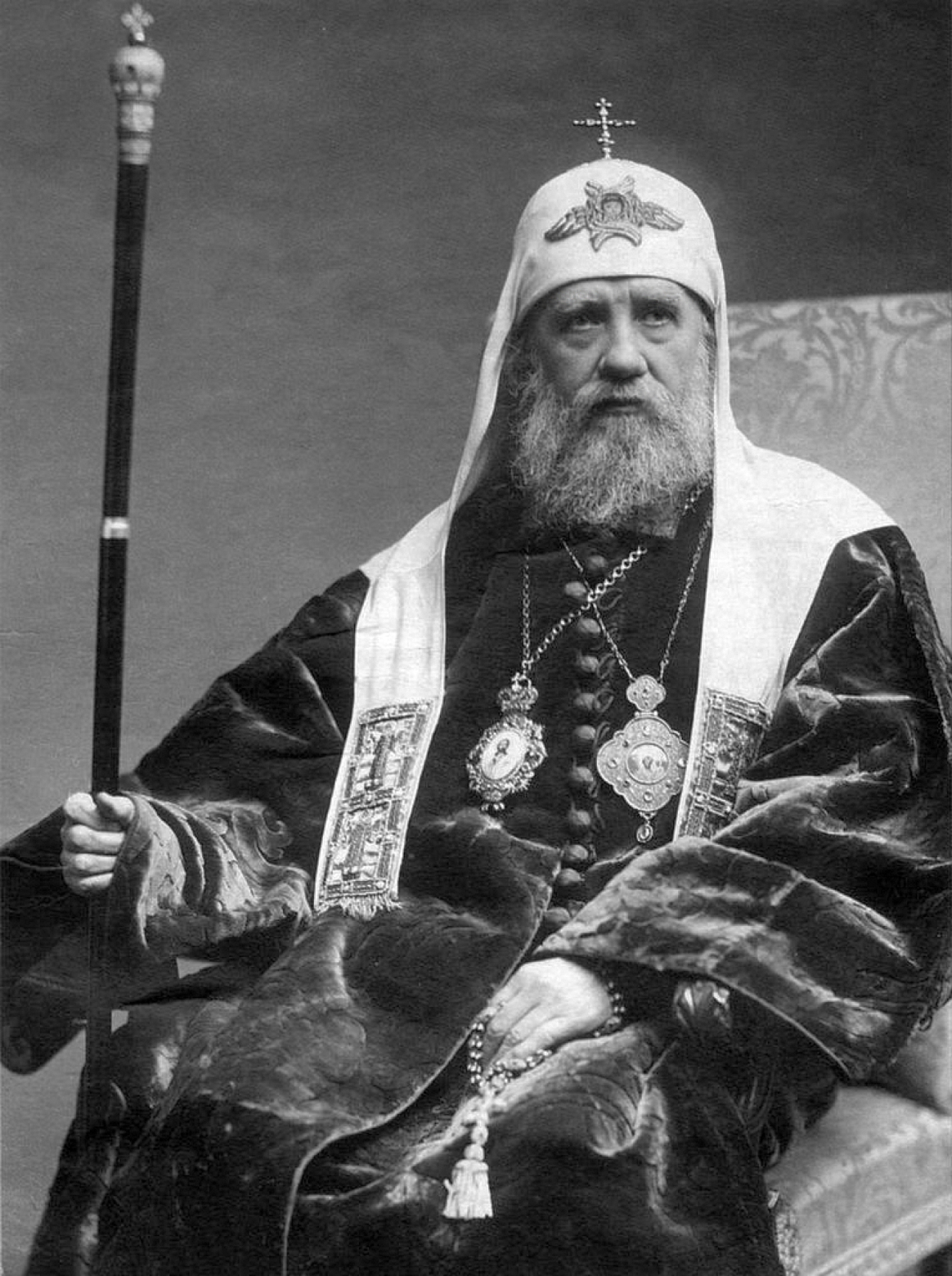
Tichon, patriarcha Moskwy i całej Rusi

Elekcja nowego zwierzchnika Rosyjskiego Kościoła Prawosławnego odbyła się w dwóch etapach. Wszyscy delegaci dokonywali wyboru trzech hierarchów, których imiona były zapisywane na specjalnych kartach i umieszczanie w zamkniętym koszyku. Najwięcej głosów zebrał w tym etapie metropolita Antoni (Chrapowicki), lider najbardziej konserwatywnej grupy uczestników soboru; drugie miejsce zajął arcybiskup Arseniusz (Stadnicki). Kolejnego dnia, po odprawieniu Świętej Liturgii, koszyk został ustawiony naprzeciw szczególnie czczonej Włodzimierskiej Ikony Matki Bożej, gdzie najstarszy spośród obecnych mnichów wylosował jedną z kart. Tym samym na patriarchę wybrany został metropolita Tichon (Bieławin), którego w pierwszym etapie poparła najmniejsza część delegatów z wybranych trzech hierarchów. Metropolita Tichon uważany był za człowieka tolerancyjnego i umiarkowanego w poglądach, a przy tym doświadczonego w zarządzaniu – organizował wcześniej misje w Ameryce Północnej.
19 stycznia 1918 patriarcha Tichon potępił Radę Komisarzy Ludowych za jej antykościelne działania oraz ekskomunikował wszystkich „jawnych i ukrytych wrogów Chrystusa”. Sobór całkowicie poparł jego wystąpienie.

### Dalsze ustalenia soboru
W czasie trwania soboru do władzy w Rosji doszli bolszewicy, którzy natychmiast rozpoczęli radykalne przemiany w kraju. Dekret o ziemi z 8 listopada 1917, uzupełniony o dalsze postanowienia Rady Komisarzy Ludowych ze stycznia roku następnego, uniemożliwiał Kościołowi posiadanie jakiejkolwiek własności prywatnej. Budynki świątyń i monasterów mogły być jedynie wynajmowane przez stowarzyszenia parafialne. Mimo tak wyraźnego zwrotu władz w stosunku do Kościoła, sobór kontynuował prace. Uchwalił nowy statut Kościoła, czyniąc Sobór Lokalny najwyższym organem władzy w Cerkwi. Patriarcha, jako primus inter pares wśród biskupów, miał każdorazowo przewodniczyć jego obradom i odgrywać podobną rolę w czasie obrad Synodu Biskupów. Sam Synod miał składać się z 13 biskupów: dwóch stałych członków w osobach patriarchy Moskwy i metropolity Kijowa oraz biskupów wybieranych kadencyjnie, z czego sześciu na kadencje trzyletnie i pięciu na roczne. Postanowiono podzielić cały patriarchat na pięć metropolii dzielonych następnie na eparchie. Najwyższym organem wykonawczym miała być Wyższa Rada Kościelna. złożona z przedstawicieli wybranych przez Synod (3 biskupów) oraz wybranych przez Sobór Lokalny (1 mnich, 5 białych duchownych i 6 świeckich). Miała ona zajmować się kwestiami prowadzonej przez Cerkiew działalności społecznej i sądownictwem kanonicznym. Sobór powołał do niej znanych teologów świeckich, m.in. Kudriawcewa, Titlinowa, Dobronrawowa. Obydwa ciała, w warunkach całkowitej zgodności, mogły również złożyć z urzędu patriarchę. Równocześnie sobór przywrócił praktykę wyboru biskupów przez zgromadzenia duchowieństwa i wiernych eparchii, nie zaś poprzez ich odgórną nominację, chociaż musieli być wcześniej zatwierdzeni przez Wyższą Radę Kościelną. Sobór postanowił również przywrócić zasadę pozostawiania biskupów na jednej katedrze przez cały okres ich pracy duszpasterskiej, przenosząc hierarchów jedynie w wyjątkowych wypadkach.
Osobne ustalenia sobór podjął w kwestii kazań, nakazując ich wygłaszanie w czasie każdej Świętej Liturgii, a nie – jak do tej pory – jedynie w ważniejsze święta. Sobór zapowiadał również szczególny nacisk na szkolenie świeckich misjonarzy i kaznodziejów, naukę języków lokalnych w celu podejmowania pracy duszpasterskiej na całym terytorium Rosji oraz wspieranie rozwoju bractw prawosławnych. Wykształcenie zdolnych kaznodziejów miało stanowić przeciwwagę dla rosnących w siłę rosyjskich ateistów i głoszonych przez nich poglądów. 21 sierpnia?/3 września 1918 Sobór przywrócił całkowitą autonomię i demokrację wewnętrzną wszystkich monasterów. Zachęcał również monastery do tworzenia szkół teologicznych i bardziej aktywnego działania wśród świeckich (tak, jak czyniły to monastery powstające na początku XX wieku w Rosji carskiej). Służyć temu miał silniejszy nacisk na wykształcenie teologiczne wszystkich zakonników. Jedną z ostatnich uchwał soboru była podjęta 5 września?/18 września 1918 decyzja o większej aktywizacji kobiet w życiu Kościoła. Pozytywnie odnoszono się do udziału kobiet w pracy społecznej Kościoła i ich uczestnictwa w radach parafialnych. Nie dopuszczono jednak kobiet do rad dekanalnych i eparchialnych oraz ograniczono ich pracę jako psalmistek do wyjątkowych wypadków. Sobór rozważał również ponowne dopuszczenie kobiet do posługi diakońskiej (przywrócenie instytucji diakonisy), do czego ostatecznie nie doszło, choć zdaniem Pospiełowskiego, gdyby sobór trwał dłużej, byłoby to możliwe.
Osobne dyskusje dotyczyły stosunków państwa z Cerkwią. Powstałe w ich wyniku rezolucje nie uwzględniały jednak zmian zaszłych w Rosji od czasu rewolucji październikowej. Wierząc w szybki upadek władzy bolszewickiej, uczestnicy soboru nie wzięli pod uwagę wprowadzonych dekretów likwidujących wielką własność ziemską. Nakazywali również radom parafialnym za wszelką cenę zachowywać w swoich miejscowościach kapłana, nawet w wypadku utraty cerkwi i likwidacji parafii. Wreszcie 2 grudnia?/15 grudnia 1917 podkreślono szczególną rolę Rosyjskiego Kościoła Prawosławnego w Rosji i postulowano, by wszystkie zasady wynikające z prawa kanonicznego, nie pozostające w sprzeczności z prawem świeckim, automatycznie były uznawane za wiążące wszystkich obywateli. Postulowano również, by ministrowie edukacji i religii oraz głowa państwa byli wyznania prawosławnego.
Sobór zakończył prace we wrześniu 1918. Zamknięcie jego sesji wynikało z braku funduszy na kontynuowanie prac, gdyż zgromadzenie nie wyczerpało przygotowanego wcześniej porządku obrad, np. kwestii ewentualnych reform liturgicznych. W ostatniej chwili podjęto dwa nadzwyczajne dekrety odnoszące się do bieżącej sytuacji politycznej, w jakiej znalazła się Cerkiew. Pierwszy z nich nadawał patriarsze nieograniczone uprawnienia administracyjne w razie utrudniania przez władze radzieckie zwołania kolejnego Soboru Lokalnego. Drugi pozwalał mu na osobiste wskazanie trzech kandydatów na stanowisko locum tenens, gdyby obawiał się aresztowania (z czego patriarcha Tichon później faktycznie skorzystał).

## Oceny soboru
Zdaniem historyka Rosyjskiego Kościoła Prawosławnego Lwa Regelsona, sobór lat 1917–1918 należy uznać za wydarzenie przełomowe w historii tego Kościoła. Ponadto Regelson pisze, że sobór

dał świadectwo miłości, wzywając do pokoju i pojednania walczące w bratobójczej wojnie domowej strony

Mariusz Maszkiewicz twierdzi ponadto, że poprzez ustalenia soboru Kościół rosyjski zerwał z tradycją bliskiego związku z państwem, mimo trwałości wśród bardziej konserwatywnych duchownych koncepcji ich ścisłego współdziałania, jak również jej oddziaływania na cały naród rosyjski.